# Layla al-Masri
Layla al-Masri (arabisch ليلى المصري; * 26. Juni 1999 in Colorado Springs, Colorado) ist eine US-amerikanisch-palästinensische Leichtathletin, die sich auf den Mittel- und Langstreckenlauf spezialisiert hat. Sie ist momentane Inhaberin der Landesrekorde über 800 und 1500 Meter.

## Sportliche Laufbahn
Layla al-Masri studierte von 2017 bis 2022 an der University of Colorado Colorado Springs und ist seit 2023 für Palästina international startberechtigt. Bei den Arabischen Meisterschaften in Marrakesch gewann sie in 4:37,41 min die Bronzemedaille im 1500-Meter-Lauf hinter den Marokkanerinnen Rababe Arafi und Wafa Zaroual. Zudem belegte sie in 17:12,76 min den vierten Platz über 5000 Meter. Daraufhin belegte sie bei den Asienmeisterschaften in Bangkok in 4:25,70 min den sechsten Platz über 1500 Meter und wurde in 17:07,18 min Achte über 5000 Meter. Im Jahr darauf wurde sie bei den Crosslauf-Weltmeisterschaften in Belgrad nach 36:53 min 64. im Einzelrennen. Im August startete sie im 800-Meter-Lauf bei den Olympischen Sommerspielen in Paris und schied dort mit 2:16,72 min in der Hoffnungsrunde aus. 2025 belegte sie bei den Asienmeisterschaften in Gumi in 4:21,20 min und 15:57,15 min jeweils den achten Platz über 1500 und 5000 Meter.

## Persönliche Bestleistungen
- 800 Meter: 2:12,21 min, 2. August 2024 in Paris (Landesrekord)
- 1500 Meter: 4:20,05 min, 1. Juni 2024 in Murfreesboro (Landesrekord)
- Meile: 4:41,66 min, 1. Juni 2023 in St. Louis (Landesrekord)
  - Meile (Halle): 4:50,53 min, 10. Februar 2022 in Topeka
- 3000 Meter: 9:38,60 min, 12. März 2022 in Pittsburg
  - 3000 Meter (Halle): 9:19,19 min, 15. Februar 2025 in Boston
- 5000 Meter: 15:40,72 min, 17. April 2025 in Azusa